# Глуховка (Чеховский район)
Глуховка — деревня в Чеховском районе Московской области, в составе муниципального образования сельское поселение Стремиловское (до 28 февраля 2005 года входила в состав Стремиловского сельского округа), деревня связана автобусным сообщением с райцентром и соседними населёнными пунктами.

## Достопримечательности

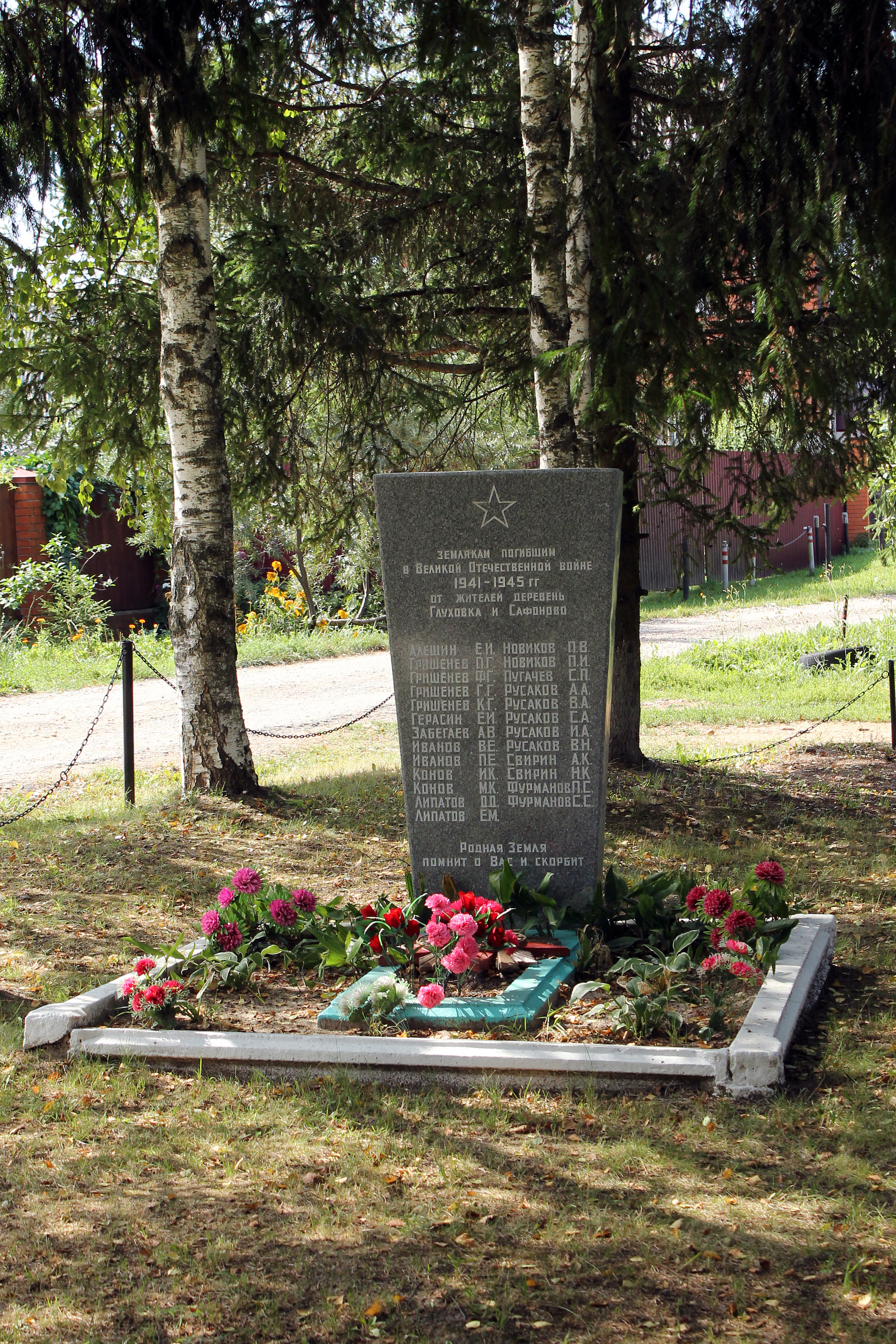
Памятник погибшим воинам

На территории деревни находится памятник воинам, погибшим в Великую Отечественную войну.

## Население
| 2002 | 2006 | 2010 |
| ---- | ---- | ---- |
| 12   | ↗19  | ↗62  |

## География
|  |

|  |  |

Глуховка расположена примерно в 9 км на юг от Чехова, на безымянном ручье бассейна реки Сухая Лопасня (правый приток Лопасни), высота центра деревни над уровнем моря — 165 м. На 2016 год в Глуховке зарегистрировано 2 садовых товарищества.